# 佐古村
佐古村（さこむら）は、高知県香美郡にあった村。現在の香南市野市町の北西部および香美市土佐山田町逆川・土佐山田町戸板島にあたる。

## 地理
- 河川：物部川、烏川、土井川

## 歴史
- 1889年（明治22年）4月1日 - 町村制の施行により、逆川村・戸板島村・西佐古村・東佐古村・父養寺村・母代寺村・大谷村・深淵村の区域をもって発足。
- 1955年（昭和30年）1月1日 - 野市町・香宗村・富家村と合併し、改めて野市町が発足。同日佐古村廃止。
- 1955年（昭和30年）4月1日 - 野市町のうち旧村域の一部（逆川・戸板島）が土佐山田町に編入。

## 名所・旧跡・観光スポット・祭事・催事
- 龍河洞